# Mastaleptea wintreberti
Mastaleptea wintreberti är en insektsart som beskrevs av Marius Descamps 1971. Mastaleptea wintreberti ingår i släktet Mastaleptea och familjen Euschmidtiidae. Inga underarter finns listade i Catalogue of Life.